# 1984年のロッテオリオンズ
1984年のロッテオリオンズでは、1984年シーズンのロッテオリオンズの動向についてまとめる。
この年のロッテオリオンズは、稲尾和久監督の1年目のシーズンである。

## 概要
球団OBではない稲尾和久監督が就任し、前年最下位からのチーム再建が図られた。佐藤道郎投手コーチの下で投手陣が整備され、深沢恵雄（15勝8敗、防御率3.74）、仁科時成（13勝11敗、防御率3.71）、石川賢（15勝4敗、防御率3.79）の先発3本柱がローテーションを守って二桁勝利を上げた。一方で前年まで4年連続2桁勝利の水谷則博は不調で、5勝11敗、防御率5.09と苦しいシーズン
となった。救援陣では右田一彦が26試合登板、梅沢義勝が33試合登板、西井哲夫が37試合登板で8セーブと活躍した。打撃陣では巨人から移籍した山本功児が一塁手レギュラーに定着し、打っては打率.301（初の規定打席到達）、守ってはダイヤモンドグラブ賞獲得と33歳にして能力を開花させた。山本の加入に伴って野手陣がコンバートされ、前年まで三塁手の有藤通世が右翼手に、前年一塁手の落合博満が三塁手に移動した。打撃陣は好調で、山本、落合、指名打者レロン・リー、中堅手高沢秀昭の4人が打率3割をクリアし、チーム打率は.275でリーグ1位。プロ3年目の西村徳文も二塁手レギュラーに定着して25盗塁を上げた。チームは開幕から5割弱と中々波に乗れずにいたが、6月以降は勝ち星を伸ばし、7月29日対南海戦から8月12日対西武戦まで10勝1分の快進撃を繰り広げた。最終成績は優勝の阪急ブレーブスに及ばなかったが、貯金13の2位でシーズン終了し、稲尾監督によるチーム再建はまず成功の形となった。

## チーム成績

### レギュラーシーズン
| 1    | 左   | 庄司智久 |
| 2    | 中   | 高沢秀昭 |
| 3    | 一   | 山本功児 |
| 4    | 三   | 落合博満 |
| 5    | 指   | リー     |
| 6    | 右   | 有藤道世 |
| 7    | 遊   | 水上善雄 |
| 8    | 捕   | 袴田英利 |
| 9    | 二   | 佐藤健一 |
| 投手 | 投手 | 水谷則博 |

| 順位 | 4月終了時 | 4月終了時 | 5月終了時 | 5月終了時 | 6月終了時 | 6月終了時 | 7月終了時 | 7月終了時 | 8月終了時 | 8月終了時 | 最終成績 | 最終成績 |
| ---- | --------- | --------- | --------- | --------- | --------- | --------- | --------- | --------- | --------- | --------- | -------- | -------- |
| 1位  | 近鉄      | --        | 阪急      | --        | 阪急      | --        | 阪急      | --        | 阪急      | --        | 阪急     | --       |
| 2位  | 阪急      | 0.5       | 近鉄      | 4.0       | 近鉄      | 7.0       | 近鉄      | 6.5       | ロッテ    | 6.5       | ロッテ   | 8.5      |
| 3位  | 南海      | 1.0       | 南海      | 6.5       | ロッテ    | 7.5       | ロッテ    | 7.0       | 近鉄      | 12.5      | 西武     | 14.5     |
| 4位  | 西武      | 2.0       | ロッテ    | 8.5       | 南海      | 9.5       | 南海      | 11.5      | 西武      | 14.0      | 近鉄     | 16.5     |
| 5位  | ロッテ    | 2.5       | 西武      | 9.0       | 西武      | 12.0      | 西武      | 13.0      | 南海      | 20.0      | 南海     | 21.0     |
| 6位  | 日本ハム  | 3.0       | 日本ハム  | 14.0      | 日本ハム  | 15.0      | 日本ハム  | 19.0      | 日本ハム  | 25.0      | 日本ハム | 29.5     |

| 順位 | 球団                 | 勝 | 敗 | 分 | 勝率 | 差   |
| 1位  | 阪急ブレーブス       | 75 | 45 | 10 | .625 | 優勝 |
| 2位  | ロッテオリオンズ     | 64 | 51 | 15 | .557 | 8.5  |
| 3位  | 西武ライオンズ       | 62 | 61 | 7  | .504 | 14.5 |
| 4位  | 近鉄バファローズ     | 58 | 61 | 11 | .487 | 16.5 |
| 5位  | 南海ホークス         | 53 | 65 | 12 | .449 | 21.0 |
| 6位  | 日本ハムファイターズ | 44 | 73 | 13 | .376 | 29.5 |

## オールスターゲーム1984
| ファン投票 | 監督推薦          |
| ---------- | ----------------- |
| 選出なし   | 水谷則博 落合博満 |

## 表彰選手
| リーグ・リーダー | リーグ・リーダー | リーグ・リーダー | リーグ・リーダー |
| 選手名           | タイトル         | 成績             | 回数             |
| ---------------- | ---------------- | ---------------- | ---------------- |
| 石川賢           | 最高勝率         | .789             | 初受賞           |

| ベストナイン         | ベストナイン | ベストナイン |
| 選手名               | ポジション   | 回数         |
| -------------------- | ------------ | ------------ |
| 落合博満             | 三塁手       | 初受賞       |
| 高沢秀昭             | 外野手       | 初受賞       |
| リー                 | 指名打者     | 初受賞       |
| ダイヤモンドクラブ賞 |              |              |
| 選手名               | ポジション   | 回数         |
| 山本功児             | 一塁手       | 初受賞       |
| 高沢秀昭             | 外野手       | 初受賞       |

## ドラフト
| 順位 | 選手名   | ポジション | 所属         | 結果                 |
| ---- | -------- | ---------- | ------------ | -------------------- |
| 1位  | 笠原栄一 | 投手       | 佐波農業高   | 入団                 |
| 2位  | 小川博   | 投手       | 青山学院大学 | 入団                 |
| 3位  | 岡部明一 | 外野手     | 中央大学     | 入団                 |
| 4位  | 横田真之 | 外野手     | 駒澤大学     | 入団                 |
| 5位  | 金沢健一 | 投手       | 棚倉高       | 拒否・日本石油入社   |
| 6位  | 伊藤優   | 投手       | 東芝府中     | 翌年シーズン後に入団 |